# Карликова галактика Водолія
Карликова галактика Водолія (англ. Aquarius Dwarf) — карликова неправильна галактика, вперше каталогізована 1959 року оглядом обсерваторії Девіда Данлопа (англ. DDO survey). Вона розташована в межах сузір'я Водолія. Галактика є членом Місцевої групи галактик, хоча й надзвичайно ізольованим; це один з небагатьох відомих членів Місцевої групи, для яких можна виключити близькі проходження поблизу галактик Чумацький Шлях або Андромеди в минулому (виходячи з їх нинішнього розташування й швидкості).
Членство галактики у Місцевій групі було твердо встановлено тільки 1999 року на підставі визначення відстані з використанням методу «вершина відгалуження червоних гігантів». Відстань від Чумацького Шляху 3,2 ±.2млн св.років (980 ± 40 кілопарсек) означає, що карликова галактика Водолія досить ізольована в просторі. Це одна з найменш яскравих галактик Місцевої групи, яка містить значну кількість нейтрального водню і в якій триває зореутворення, хоча й на вкрай низькому рівні.
Через велику відстань до галактики для детального вивчення її зоряного населення потрібний космічний телескоп Габбл. У карликовій галактиці Водолія були виявлені зорі типу RR Ліри, що вказує на існування зір, віком більше 10 мільярдів років, але більшість зір галактики набагато молодша (середній вік 6,8 млрд років). Серед Місцевої групи галактик, лише Лев A має молодший середній вік зір, що веде до припущення про те, що затримка зореутворення може корелювати з ізоляцією галактики.